# Tatínkův chlapeček (Dr. House)
Tatínkův chlapeček (v anglickém originále Daddy's Boy) je pátá epizoda z druhé řady seriálu Dr. House. Otec a jeho syn, Carnell, student na Princetonské univerzitě, slaví promoci. Carnell se vydává na večírek, kde pije se svými přáteli, ale začne mít křeče a cítit elektrické šoky. 

## Děj
Carnell, student na Princetonské univerzitě, dostane během maturitní party záchvat. V nemocnici později trpí ochrnutím svěrače, což v kombinaci s jeho dalšími příznaky obvykle naznačují Guillainův–Barrého syndrom, ale testy ho nepotvrdí. 
Tým zjistí, že Carnell byl potají na prázdninách na Jamajce se svými přáteli. Cameronová se pokouší najít další účastníky se stejnými potížemi. Až na vyrážku u jednoho z kamarádů nikdo stejné příznaky nemá.  
Carnellův přítel, Taddy, je převezen v kritickém stavu do nemocnice, zvrací krev a říká Houseovi, že Carnell a jeho otec pracovali v kovošrotu. Kovová klíčenka, kterou otec vytvořil pro Carnella, se ukazuje jako radioaktivní. Schopnost Carnella vyrábět bílé krvinky je vážně ohrožena kvůli nemoci z ozáření a bude potřebovat transplantaci kostní dřeně. PET skenováním mu byl odhalen nádor v krční páteři. Nádor je úspěšně odstraněn, ale po operaci začne pacient krvácet do střeva. Chase informuje otce, že bez ohledu situaci Carnell nebude schopen bojovat s infekcí, a ta bude pomalu ohrožovat jeho životní funkce. 
Mezitím se House snaží vyhnout se svým rodičům, kteří mají přiletět do Newarku v New Jersey. Když se to Wilson dozví, plánuje uspořádat večírek a pozval Houseovy rodiče i Cuddyovou. Rodiče skončí v nemocnici a večeří s neochotným Housem, který se pokouší mluvit o novém zakoupeném motocyklu. Houseův otec namítá, že je zaparkován v prostoru pro handicapované. Řekl Houseovi, že má stále dvě nohy a neuvědomuje si, jaké má štěstí. 

## Diagnózy
- špatné diagnózy: Guillainův–Barrého syndrom
- správná diagnóza: nemoc z ozáření